# Phytomyptera aurantia
Phytomyptera aurantia là một loài ruồi trong họ Tachinidae.